# Barry Edward O'Meara
Barry Edward O'Meara (1770 / 1786 v Blackrocku (Dublin) – 1836 v Londýně) byl irský lékař a od srpna 1815 do července 1818 osobní lékař Napoleona Bonaparta během jeho exilu na ostrově Svatá Helena.

## Životopis
Rok narození Barryho O'Meary je nejistý. V různých zdrojích se informace pohybují mezi lety 1770, 1778, 1783 a 1786. Byl synem Jeremiah O'Meary a jeho manželky Catherine a měl dva starší bratry a mladší sestru. Existují také protichůdné zprávy o kariéře otce a rodném příjmení matky. Podle některých zdrojů, včetně autobiografického popisu Barryho O'Meary, byl jeho otec důstojníkem, podle jiných zdrojů byl advokátem, ačkoli jedno nevylučuje druhé. Různé zdroje uvádějí rodné jméno matky buď Murphy, nebo Harper (nebo Harpur).
O'Meara dokončil studium medicíny na Trinity College Dublin a Royal College of Surgeons (ačkoli podle jiných zdrojů tam nebyl zapsán a mohl studovat u učitelů z těchto institucí nebo na soukromých školách; Trinity College Dublin ho uvádí mezi absolventy) a postgraduální studium v londýnské fakultní nemocnici St Bartholomew's Hospital. Od roku 1804 byl asistentem lékaře 62. pěšího pluku a byl nasazen v Západní Indii, Egyptě a Sicílii. Poté, co v roce 1807 sloužil jako sekundant v zakázaném souboji v Messině, byl O'Meara postaven před vojenský soud a propuštěn ze služby. Poté odjel na Maltu, kde vstoupil do námořnictva a pracoval jako chirurg na různých lodích Královského námořnictva.
V roce 1815 byl O'Meara hlavním chirurgem na palubě lodi Bellerophon, kterou Napoleon přijal po své abdikaci v červenci 1815. Na Napoleona zapůsobila O'Mearova dobrá znalost italštiny a francouzštiny, a tak požádal, aby ho O'Meara doprovodil do exilu na Svatou Helenu jako jeho osobní lékař. Požádal ho zejména proto, že Louis-Pierre Maingault, původně určený pro tuto pozici, odmítl Napoleona na ostrov doprovodit.
Na Svaté Heleně O'Meara působil nejen jako Napoleonův lékař, ale také jako jeden z jeho důvěrníků. O'Meara se snažil zprostředkovat extrémně složitý vztah mezi Napoleonem a guvernérem Hudsonem Lowem. Nakonec mu však chyběla loajalita na obou stranách: jednak porušil slib, který dal Napoleonovi, že Loweovi neposkytne osobní informace o Napoleonovi, a jednak bez Loweova vědomí posílal důvěrné zprávy svému příteli Johnu Finlaisonovi, který pracoval pro admiralitu v Londýně.
Poté, co se vztah s Lowem stal stále napjatějším, byl O'Meara v červenci 1818 nakonec z ostrova vykázán a vrátil se do Anglie. V dopise prvnímu tajemníkovi admirality Johnu Wilsonu Crokerovi z 28. října 1818 O'Meara popsal různé konflikty s Lowem a zdůraznil, že špatné životní podmínky v exilu již pro Napoleona nebyly vzhledem k jeho zhoršujícímu se zdraví přijatelné. Vznesl proti Loweovi závažná obvinění. Opakovaně O'Meara poznamenal, že Napoleonova smrt by mohla být pro Evropu prospěšná. Později byly zdravotní zprávy o Napoleonově stavu zfalšovány ve prospěch Lowea vojenským lékařem, který Napoleona nikdy nevyšetřil. O'Meara dále popsal hádky s Lowem, během nichž Lowe O'Mearu urazil a udeřil ho pěstí do obličeje. Dne 2. listopadu 1818 byl O'Meara propuštěn z Královského námořnictva.
V roce 1819 Theodore Hook anonymně publikoval své dílo Facts, illustrative of the treatment of Napoléon Buonaparte in Saint Helena. Hook, který strávil v roce 1818 na Svaté Heleně tři týdny, mimo jiné popsal svůj dojem, že Napoleon a jeho společníci, jejichž chování označil za mrzuté a extrémně komplikované, zkreslují životní podmínky v Longwood House ve zvláště špatném světle a používají je jako politický nástroj.
V roce 1819, v reakci na Hookův pamflet, O'Meara napsal An Exposition of some of the Transactions, that have taken place at St. Helena since the appointment of Hudson Lowe as governor. Na základě toho v roce 1822 (po Napoleonově smrti) vydal ve dvou svazcích dílo Napoleon in exile. Or a voice from St Helena, založené na svých denících. Obsahuje popisy životních podmínek Napoleona a jeho společníků v exilu a také osobní rozhovory s Napoleonem. Po zveřejnění této práce zahájil Hudson Lowe proti O'Mearovi soudní řízení pro pomluvu, které bylo kvůli formálním chybám zastaveno.
Po propuštění z Královského námořnictva si O'Meara zřídil zubní praxi na londýnské Edgeware Road. Úspěšná publikace mu přinesla bohatství a společenskou pozornost.
Politicky byl O'Meara aktivní v liberálních kruzích. Byl zakládajícím členem Reformního klubu a podporovatelem a blízkým přítelem Daniela O'Connella. Podporoval také královnu Karolínu, kterou zapudil král Jiří IV.
O'Meara zemřel v červenci 1836 ve svém domě na Edgeware Road. Některé zdroje uvádějí datum jeho úmrtí jako 3. červenec, jiné zdroje pak 10. nebo 12. červenec. Jako příčina smrti je uváděna chřipka nebo erysipel v oblasti hlavy. Byl pohřben na hřbitově u kostela Panny Marie na Paddington Green.
O'Meara byl dvakrát ženatý. Jeho první manželka, matka jeho dětí, není v pramenech jmenovitě zmíněna. Jeho syn Dennis O'Meara byl otcem spisovatelky Kathleen O'Meary (1839–1888). V roce 1823 se O'Meara oženil s mnohem starší a dvakrát ovdovělou Theodosií Leighovou (1757–1830), dcerou sira Edwarda Boughtona z Lawfordu.